# 卡爾綏
卡爾綏（挪威語：Karlsøy）是挪威特罗姆斯郡的市镇，行政中心位於漢斯內斯。市镇面積為1,090.04平方公里，2023年人口数量為2,171人，人口密度為2.1人/平方公里。